# Bernt Törnblom
Bernt Ove Törnblom, född 11 oktober 1949, död 16 september 2021, var en svensk musiker, vissångare och Bellmantolkare bosatt i Kummelnäs. Törnblom arbetade ursprungligen som snickare, en karriär som han gradvis övergav från 1989 för att försörja sig på musiken.

## Diskografi
- 2006 – Till mina vänner; YTF Records på Svensk mediedatabas
- 2010 – ”Det faller guld”. YTF Records. http://itunes.apple.com/se/album/det-faller-guld/id410075802.
- 2018 - Jag blir glad  YTF Records

## Priser och utmärkelser
- 2016 – Nils Ferlin-Sällskapets trubadurpris[3]2018 Taubesällskapets Trubadurpris